# Sárváry Ferenc
Sárváry Ferenc (Debrecen, 1808. október 17. – Debrecen, 1879. január 6.) ügyvéd, királyi tanácsos, bíró, jogi író. Sárváry Pál tanár fia.

## Életútja
Iskoláinak elvégzése után 1831-ben tett ügyvédi vizsgálatot és három évig a debreceni kerületi táblánál ügyvédkedett. 1834. szeptember 8-án Losoncon lett jogtanár; erről 1838. július 28-án lemondott és Pesten ügyvédkedett. 1839-ben követ volt a pozsonyi országgyűlésen, melynek működéséről Antal öccsével több kötetre menő naplót írt és ennek kéziratát a debreceni főiskolának ajándékozta. 1847-ben a debreceni váltótörvényszék jegyzőjének, 1850-ben a törvényszék elnökének, 1856-ban a nagyváradi főtörvényszék ülnökének neveztetett ki. 1860. május 22-én a debreceni királyi törvényszék elnöke lett és e működésében kapta a királyi tanácsosi címet. Nógrád vármegye táblabirája is volt.
Cikkei az Athenaeumban (1839. Az urbéri törvényekről, 1842. A magyar jobbágyság).

## Munkái
- Világosító és rendszeres előadása az 1836-iki úrbéri törvényeknek. Pest, 1837. (Ism. Figyelmező 1838. 46. sz.)
- A magyar váltótörvény alapelvei. Sardagna után. Debreczen, 1841.
- Földesúr és jobbágy kézikönyve törvényi tekintetben. Uo. 1842.